# Eleutherine
Eleutherine Herb. – rodzaj roślin należący do rodziny kosaćcowatych (Iridaceae), obejmujący 3 gatunki występujące w Ameryce Środkowej i Południowej, na obszarze od Meksyku do północno-zachodniej Argentyny. Eleutherine bulbosa, uprawiana ze względu na swoje szerokie właściwości lecznicze, została introdukowana do Azji, gdzie występuje w Kambodży, Indiach i Wietnamie, do Zairu i Reunion w Afryce oraz do Nowej Kaledonii w Melanezji.

## Morfologia

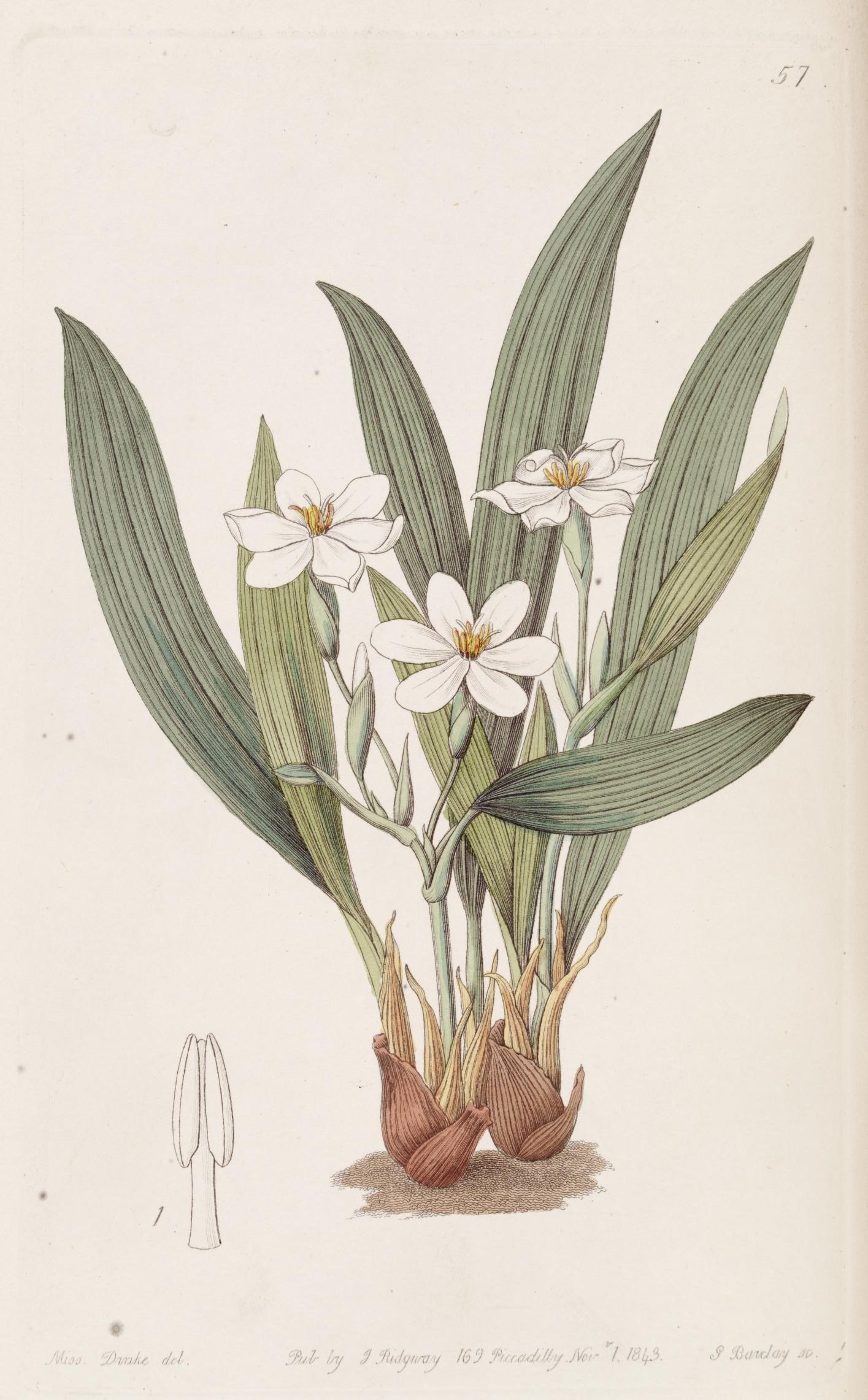
E. bulbosa

PokrójMałe wieloletnie rośliny zielne, o wysokości od 12 do 20 cm (E. latifolia) lub od 15 do 75 cm (E. bulbosa).
PędyPodziemna, mięsista cebula pokryta czerwonawą tuniką. Pęd kwiatostanowy prosty, składający się z jednego długiego międzywęźla, zakończony pojedynczym, dużym liściem łodygowym, pełniącym funkcję podsadki.
LiścieNieliczne, zarówno odziomkowe, jak i łodygowe, wąskolancetowate, z równoległymi fałdami.
KwiatyZebrane w dwurzędkę, pojedynczą lub kilka tworzących pseudowiechę. Kwiatostany wsparte są zieloną podsadką, mniej więcej tej samej długości. Kwiaty szypułkowe, wsparte błoniastymi przysadkami długości spathy. Okwiat biały, gwiaździsty. Listki okwiatu wolne, rozpościerające się od nasady, pozbawione miodników. Nitki pręcików wolne, główki rozbieżne. Zalążnia odwrotniejajowata. Szyjka słupka krótka i rozwidlająca się na poziomie górnej połowy nitek pręcików na niepodzielone, nitkowate łatki, wyrastające między główkami pręcików.
OwoceKuliste do podługowatocylindrycznych, ścięte torebki zawierające kanciaste nasiona.

## Biologia
RozwójGeofity cebulowe, przechodzące fazę spoczynku. Rozwój tych roślin nie został dotychczas szczegółowo zbadany.
GenetykaLiczba chromosomów 2n = 12 (x=6). U roślin z gatunku E. bulbosa stwierdza się heteromorficzną parę długich chromosomów, będącą wynikiem inwersji pericentrycznej, co sprawia, że są one bezpłodne i niezdolne do rozmnażania generatywnego. W naturze rozmnażają się przez diaspory wegetatywne.

## Systematyka
Rodzaj z plemienia Tigridieae, z podrodziny Iridoideae z rodziny kosaćcowatych (Iridaceae).
Wykaz gatunków
- Eleutherine angusta Ravenna
- Eleutherine bulbosa (Mill.) Urb.
- Eleutherine latifolia (Standl. & L.O.Williams) Ravenna

## Nazewnictwo
Etymologia nazwy naukowejNazwa naukowa rodzaju pochodzi od greckiego słowa ελεύθερος (eleutheros – wolny) i odnosi się do wolnych nitek pręcików tych roślin.
Synonimy nomenklaturowe
- Galatea Salisb. ex Kuntze, Revis. Gen. Pl. 2: 701 (1891), nom. illeg.

Synonimy taksonomiczne
- Galatea Salisb., Trans. Hort. Soc. London 1: 310 (1812)

## Zastosowanie

### Rośliny lecznicze

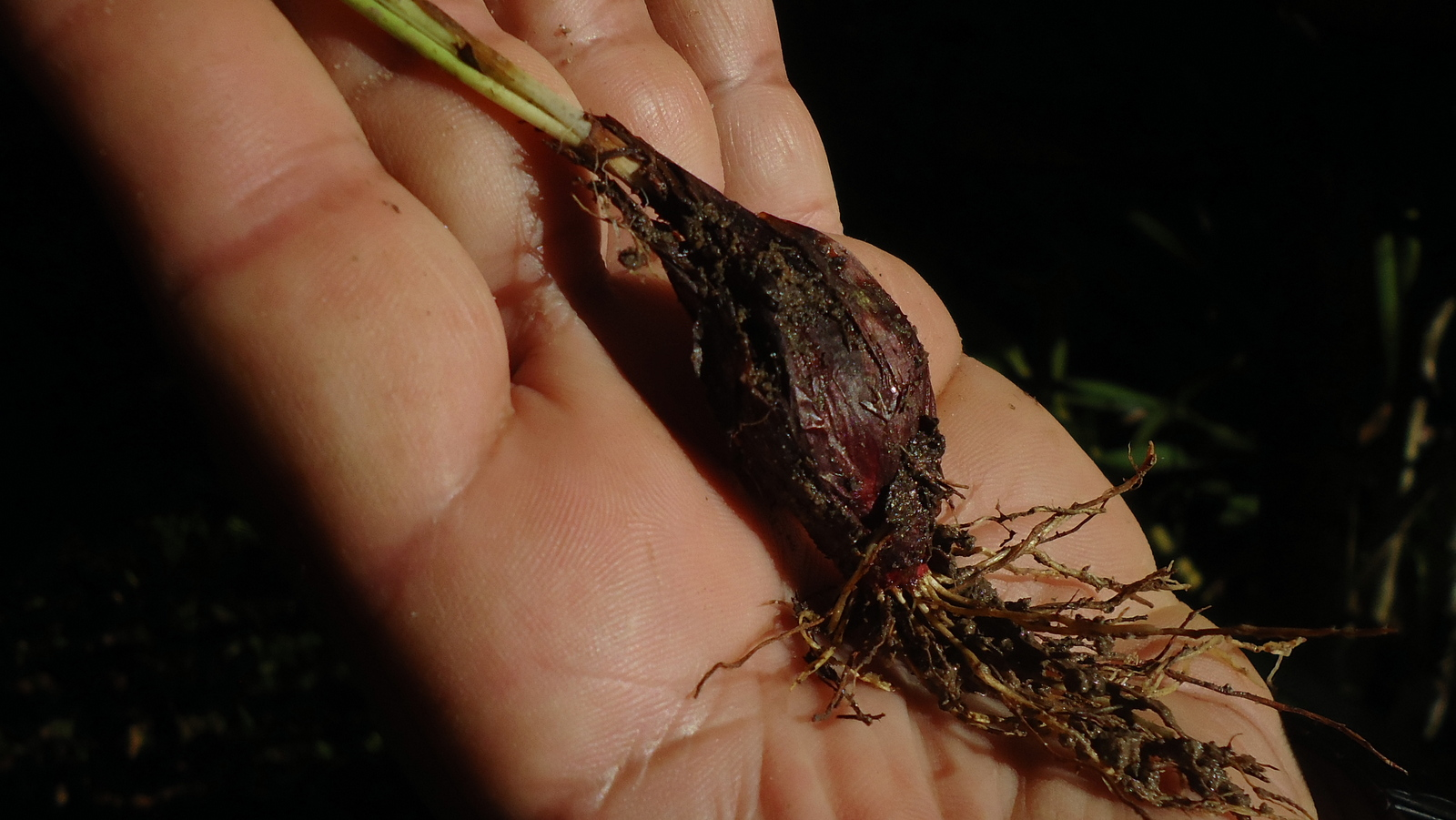
Cebula E. bulbosa

Cebule Eleutherine bulbosa są stosowane przez Indian jako środek o działaniu ściągającym, wymiotnym, przeczyszczającym, moczopędnym, przeciwbiegunkowym i na bóle brzucha. Cebule stosowane są również jako lek przeciwrobaczy. W kilku regionach Ameryki liście i cebule tej rośliny, znanej jako „coquinho”, są szeroko stosowane w medycynie ludowej w leczeniu lambliozy, pełzakowicy i biegunki, przy zaburzeniach żołądkowo-jelitowych, do leczenia stłuczeń, jako środki antykoncepcyjne i aborcyjne. Rośliny te są uprawiane dla pozyskiwania surowca zielarskiego.
Badania fitochemiczne tej rośliny wykazały, że ich cebule zawierają alkaloidy, steroidy, kwasy fenolowe, chinony, antrachinony, kumaryny, flawonoidy, chalkony, aurony, katechiny, flawony, a liście steroidy, taniny i triterpeny.
Działanie tych substancji było przedmiotem wielu badań. Z cebul E. bulbosa wyekstrahowano pochodne naftochinonu (eleuterol i eleuterynę), o silnym działaniu przeciwgrzybicznym i poprawiającym przepływ krwi w tętnicach wieńcowych (badania Zhengxiong i in. z 1984 r. oraz Lorenzi i Matosa z 2002 r.). Substancje chemiczne zawarte w tej roślinie wykazały również aktywność hamującą replikację wirusa HIV (badania Hara i in. w 1997 r.). Badania przeprowadzone w 2007 r. przez Voravuthikunchai i in. wykazały aktywność przeciwbakteryjną E. bulbosa na Streptococcus pyogenes, a w 2010 r. przez Mahabusarakama i in. na gronkowca złocistego. W 2015 roku opublikowano wyniki badań aktywności ekstraktów z bulw E. bulbosa na 16 bakteriach antybiotykoopornych (m.in. laseczka sienna, pałeczka okrężnicy, pałeczka ropy błękitnej, Pseudomonas fluorescens, Shigella flexneri, Salmonella typhimurium i przecinkowiec cholery), które potwierdziły wysoką aktywność przeciwbakteryjną substancji znajdujących się w bulwach E. bulbosa.
Testy in vitro ekstraktów z liści tej rośliny przeprowadzone w 2007 przez Amarala wykazały aktywność przeciwko ogoniastkowi jelitowemu (Giardia lamblia), a przez Nascimento i in. w 2012 r. przeciwko pełzakowi czerwonki i Entamoeba dispar. Oliveira Neto i in. w 2007 r. wskazali sapogeninę steroidową jako aktywny składnik ekstraktu z cebul E. bulbosa o działaniu przeciwbólowym. Badania Menezesa i in. z 2009 r. wykazały, że surowy liofilizowany ekstrakt E. bulbosa ma działanie przeciwobrzękowe i obwodowe działanie przeciwbólowe oraz umiarkowaną aktywność przeciwgrzybiczną. W 2018 r. opublikowano wyniki badań przeprowadzonych na szczurach, które wykazały, że ekstrakt alkoholowy z cebul E. bulbosa poprzez poprawę parametrów profilu lipidowego obniża ciśnienie tętnicze, a także podnosi poziom wapnia i gęstość kości. W 2019 r. ustalono natomiast, że roślina ta zawiera przeciwutleniacze, które mogą neutralizować stres oksydacyjny i być stosowane w zmniejszaniu toksyczności ołowiu. W tym celu przeprowadzono badania hamowania spadku stężenia plemników u myszy wywołanego octanem ołowiu. Ich wynik udowodnił, że ekstrakt z cebuli E. bulbosa hamuje spadek stężenia plemników po intoksykacji ołowiem.
Surowy ekstrakt z cebulek E. bulbosa hamuje enzymy proteazy i lipazy i może być stosowany w przemyśle spożywczym jako dodatek do zwalczania wzrostu bakterii.

### Rośliny ozdobne
E. bulbosa, oprócz upraw na potrzeby zbioru surowca leczniczego, bywa uprawiana jako roślina ozdobna.